# 太田駅 (群馬県)
太田駅（おおたえき）は、群馬県太田市東本町にある東武鉄道の駅である。駅番号はTI 18。

## 歴史・概要
伊勢崎線・桐生線・小泉線の3路線が乗り入れており、桐生線は当駅が起点、小泉線は当駅が終点となっている。
1909年（明治42年）2月17日に東武伊勢崎線が足利町駅（現・足利市駅）から当駅まで延伸したのに伴い、開業したのが始まりである。
開業当日は駅前広場で三横綱を招請して大相撲が行われるなど記念行事が行われ、盛況となった。
1910年（明治43年）3月27日には東武伊勢崎線が当駅から新伊勢崎駅まで開通し、中間駅となった。
人車軌道を運営していた藪塚石材軌道が太田軽便鉄道に改称して建設を進めていた路線を1913年（大正2年）3月5日に東武鉄道が買収し、同年3月19日に桐生線として当駅から相老駅間が開通した。
1927年（昭和2年）10月1日に東武伊勢崎線の館林駅 - 伊勢崎駅間、1928年（昭和3年）3月1日には桐生線の当駅 - 相老駅間と当駅周辺の路線が相次いで電化された。
近隣の大光院の一角にあった東武鉄道所有の博物館で中島知久平が設立した飛行機研究所が中島飛行機として急速に拡大して太田が工業都市として発展したため、1941年（昭和16年）4月に 総工費16万円を掛けた2階建て延べ建坪585坪の新駅舎が竣工し、当時東武線随一とも言われた 新駅舎の2階には貴賓室、大衆食堂が配置された。同年6月1日には小泉線が中島飛行機小泉製作所への輸送を目的として当駅から小泉町まで開通するなど整備が進められた。
中島飛行機がアメリカ軍による空爆の主要な対象の一つとなっており、1945年（昭和20年）4月4日に空襲を受けた。
この空襲では、駅舎などの建物約1,067坪が全焼し、線路約350 mに加えて電車線が約250 m、送配電線約2,600 m、通信線約23,000 mが破壊された。
その後、バラックの駅舎で仮復旧し、1954年（昭和29年）2月に新駅舎を開設して本格的に復旧した。
当駅の南側は水田地帯であったが、「九合地区土地区画整理事業」として整備が進められ、1966年（昭和41年）12月に南口を開設した。
高架化される前は、当駅の北側と南側は立体交差する車道と地下歩道のみで接続しており、町が分断される形となっていた。

## 沿革
- 1909年（明治42年）2月17日 - 東武伊勢崎線の足利町駅（現・足利市駅） - 当駅間が開通し、開業[3][4][5]。
- 1910年（明治43年）3月27日 - 東武伊勢崎線の当駅 - 新伊勢崎駅間開業[6][7]。
- 1913年（大正2年）3月19日 - 桐生線の当駅 - 相老駅間が開通[8][7]。
- 1927年（昭和2年）10月1日 - 東武伊勢崎線の館林駅 - 伊勢崎駅間電化[17][10]。
- 1928年（昭和3年）3月1日 - 桐生線の当駅 - 相老駅間が電化[17][10]。
- 1934年（昭和9年）11月16日 - 県内で行われた陸軍特別大演習終了後に昭和天皇が県内を巡幸。足利市駅 - 太田駅、太田駅 - 伊勢崎駅間でお召し列車が運行[18][19]。
- 1941年（昭和16年）
  - 4月 - 駅舎竣工[4]。工費16万円延べ建坪585坪（2階建て）2階には貴賓室、大衆食堂が配置された[4]。
  - 6月1日 - 小泉線の当駅 - 小泉町駅間が開通[7]。
- 1943年（昭和18年） 5月16日 - 小泉線の当駅 - 西小泉間電化[10]。
- 1945年（昭和20年）4月4日 - 空襲により駅舎が焼失。1954年までバラック建ての駅舎でしのいだ[10]。
- 1954年（昭和29年）2月 - 駅舎が完成[10]。その後も増改築が繰り返される。
- 1966年（昭和41年）12月 - 南口が開設[10]。
- 1999年（平成11年） - 小泉線ホームが高架化。
- 2004年（平成16年） - 伊勢崎線・桐生線ホームが高架化され、3面5線化。自動改札機を導入。
- 2006年（平成18年） - 2番線ホームの北側に1番線ホームを新設し、3面6線化。伊勢崎線ホームの下り方に7 - 10番線ホームを新設。
- 2007年（平成19年） - 南北自由通路が供用開始。これにより、総工費289億円を投じて1997年（平成9年）以来進められてきた連続立体交差事業は完了となる。
- 2009年（平成21年）12月18日 - 太田駅北口駅前広場が竣工[20]。
- 2012年（平成24年）3月17日 - 駅ナンバリングが導入[21]。（TI 18[1]）
- 2017年（平成29年）4月21日 - ダイヤ改正に伴う着発番線の変更により、伊勢崎寄りの7 - 10番線ホームの使用を停止。

## 駅構造
島式ホーム3面6線を有する高架駅。
高架化当初は、1・2番線ホームの伊勢崎寄りを7・8番線、3・4番線ホームの伊勢崎寄りを9・10番線として区切っていた。7 - 10番線は伊勢崎・館林方面のワンマン列車が使用していたが、2017年4月21日のダイヤ改正以降は発着列車がなくなり、2021年現在では案内表示からも除去されている。7・8番線、9・10番線の入口にはそれぞれ「ご案内カウンター」があり、中間改札を行うこともあった。ただし無人である時間帯もあり、その場合精算などは改札口で行っていた。かつては5・6番線へ通じる階段の手前にも「ご案内カウンター」と称する案内所兼中間改札があった。
2004年（平成16年）11月25日の高架駅供用開始に際して自動改札機が設置された。
トイレは改札内コンコース奥及び改札外の観光案内所付近に設置されており、いずれも多目的トイレを併設している。
当駅東側にある伊勢崎線と小泉線の分岐点から、当駅西側にある伊勢崎線と桐生線の分岐点までは単線並列となっており、西側の分岐点にはシーサスポイントがある。また、双方向に留置線がある。
太田駅管区として、伊勢崎線韮川駅 - 伊勢崎駅間、桐生線全駅、小泉線の竜舞駅を統括管理している。

### のりば
| 番線   | 路線     | 方向             | 行先                                                                          | 備考                |
| ------ | -------- | ---------------- | ----------------------------------------------------------------------------- | ------------------- |
| 1      | 伊勢崎線 | 上り             | 館林・久喜・ 東武スカイツリーライン 北千住・ とうきょうスカイツリー・浅草方面 |                     |
| 2      | 伊勢崎線 | 上り             | 館林・久喜・ 東武スカイツリーライン 北千住・ とうきょうスカイツリー・浅草方面 |                     |
| 3      | 伊勢崎線 | 上り             | 館林・久喜・ 東武スカイツリーライン 北千住・ とうきょうスカイツリー・浅草方面 |                     |
| 下り   | 伊勢崎線 | 伊勢崎方面       |                                                                               |                     |
| 桐生線 | 桐生線   | 新桐生・赤城方面 | 特急のみ発着                                                                  |                     |
| 4      | 伊勢崎線 | 上り             | 館林・久喜・ 東武スカイツリーライン 北千住・ とうきょうスカイツリー・浅草方面 |                     |
| 4      | 伊勢崎線 | 下り             | 伊勢崎方面                                                                    |                     |
| 5      | 小泉線   | 小泉線           | 東小泉方面                                                                    | 一部は6番線から発車 |
| 6      | 桐生線   | 桐生線           | 新桐生・赤城方面                                                              | 一部は5番線から発車 |

- 上記の路線名は旅客案内上の名称（「東武スカイツリーライン」は愛称）で表記している。
- 地上駅時代は2面4線の構造であった。また0番線が存在しており、当駅始終着列車専用で使用されていた。

### 配線図
|               | ↑ 伊勢崎方面        |             |
| ← 東小泉 方面 | 太田駅 鉄道配線略図 | → 赤城 方面 |
|               | ↓ 浅草方面          |             |
| 凡例 出典:    |                     |             |

### 運行形態
伊勢崎線の途中駅であるが、2006年（平成18年）3月18日から伊勢崎線普通列車の運転系統は当駅で分割されており、当駅をまたぐ利用には原則として乗り換えが必要であった。2013年（平成25年）3月16日より、昼間時は伊勢崎駅発着のワンマン列車の普通列車が館林駅発着で乗り入れるようになった為、当駅で乗り換えを要する列車が減少した。一方、桐生線と小泉線東小泉方面の普通列車は直通運転しているが当駅で時間調整をする列車が多く、30分近く停車する列車も存在する。
また、伊勢崎線浅草方面からの特急「りょうもう」の多くは当駅から桐生線に乗り入れる。いずれの列車も大半が太田駅をまたいで運転されているが当駅発着の列車も多く運転されている。
2006年（平成18年）3月18日のダイヤ改正で、区間急行・区間準急の始発・終着駅となった。かつては朝・夜間に館林駅をこえて多くの久喜・浅草方面発着列車が終日設定されていたが、2013年に前述のワンマン運転が開始されて以降は基本的に館林駅で同駅発着の列車に乗り継ぐ形となり、2019年現在で当駅から久喜以南へ向かう列車は朝・夕夜間に数往復運転されるのみとなり、それらの列車も2020年（令和2年）6月6日のダイヤ改正ですべて館林駅で乗り換える形に系統分離された。当駅以北の伊勢崎方面の列車はワンマン運転の普通と夜に1本伊勢崎行き、朝に1本伊勢崎発の特急「りょうもう」のみとなる。
信号が開通したときに鳴動する信号開通メロディは以下のとおりである。
| 番線 | 路線          | 行先       | 曲名                                      |
| ---- | ------------- | ---------- | ----------------------------------------- |
| 1・2 | 伊勢崎線      | 館林方面   | ロッキーのテーマ                          |
| 1・2 | 伊勢崎線      | 伊勢崎方面 | 春よ、来い※2020年6月6日以降は臨時のみ使用 |
| 3・4 | 伊勢崎線      | 館林方面   | 負けないで                                |
| 3・4 | 伊勢崎線      | 伊勢崎方面 | 夜空ノムコウ                              |
| 5・6 | 小泉線 桐生線 | 東小泉方面 | エリーゼのために                          |
| 5・6 | 小泉線 桐生線 | 赤城方面   | 草競馬                                    |

## 利用状況
1913年（大正2年）度の年間旅客数は108,331人で、一日平均で約300人となっており、館林駅より利用者が多かった。
2024年（令和5年）度の一日平均乗降人員は10,599人である。この値は東武線各線間の乗り換え人員を含まない。群馬県内の東武線の駅では第1位である。
1991年（平成3年）度時点では一日平均乗降人員が14,000人を上回っていたが、その後2003年（平成15年）度まで12年連続で減少し、2002年（平成14年）度に10,000人を下回った。しかし、その後は横ばいから持ち直し、2012年（平成24年）度に再度10,000人を上回った。
近年の一日平均乗降人員の推移は下表のとおりである。
| 年度               | 1日平均 乗降人員 | 出典        |
| ------------------ | ---------------- | ----------- |
| 2001年（平成13年） | 10,173           | [ 東武 2 ]  |
| 2002年（平成14年） | 9,675            | [ 東武 3 ]  |
| 2003年（平成15年） | 9,561            | [ 広告 1 ]  |
| 2004年（平成16年） | 9,610            | [ 広告 2 ]  |
| 2005年（平成17年） | 9,574            | [ 広告 3 ]  |
| 2006年（平成18年） | 9,799            | [ 広告 4 ]  |
| 2007年（平成19年） | 9,805            | [ 広告 5 ]  |
| 2008年（平成20年） | 9,901            | [ 広告 6 ]  |
| 2009年（平成21年） | 9,540            | [ 広告 7 ]  |
| 2010年（平成22年） | 9,636            | [ 広告 8 ]  |
| 2011年（平成23年） | 9,792            | [ 広告 9 ]  |
| 2012年（平成24年） | 10,329           | [ 広告 10 ] |
| 2013年（平成25年） | 10,764           | [ 広告 11 ] |
| 2014年（平成26年） | 10,819           | [ 広告 12 ] |
| 2015年（平成27年） | 11,256           | [ 広告 13 ] |
| 2016年（平成28年） | 11,505           | [ 広告 14 ] |
| 2017年（平成29年） | 11,756           | [ 広告 15 ] |
| 2018年（平成30年） | 11,788           | [ 広告 16 ] |
| 2019年（令和元年） | 11,705           | [ 広告 17 ] |
| 2020年（令和02年） | 8,058            | [ 東武 4 ]  |
| 2021年（令和03年） | 8,720            | [ 東武 5 ]  |
| 2022年（令和04年） | 9,374            | [ 東武 6 ]  |
| 2023年（令和05年） | 10,112           | [ 東武 7 ]  |
| 2024年（令和06年） | 10,599           | [ 東武 1 ]  |

## 駅周辺
太田の中心地として発展し、最盛期の昭和50年代前半には当駅から半径500 mに大型店が5店舗出店していた。

### 駅構内

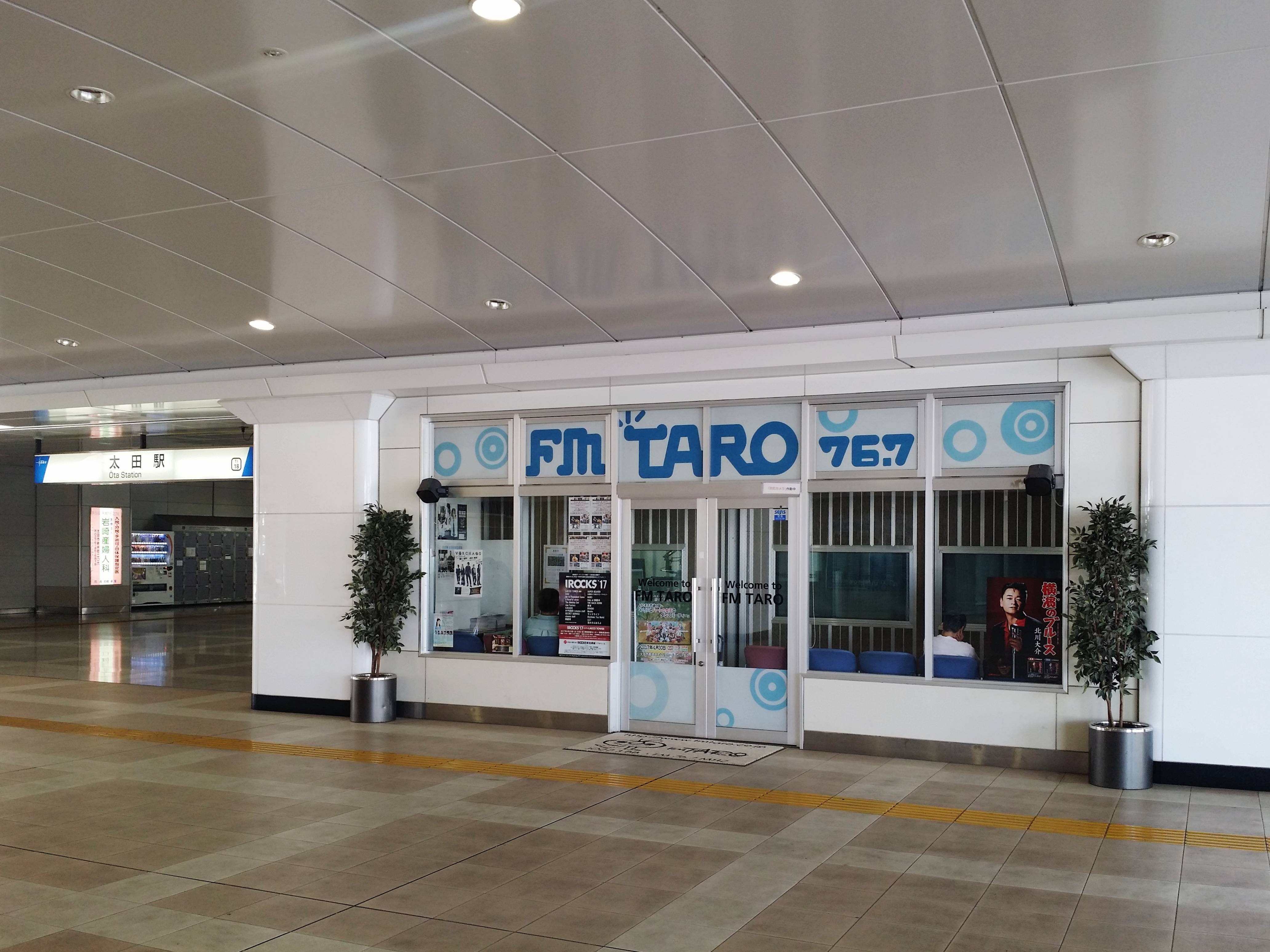
FM TARO

- おおたコミュニティ放送 (FM TARO)
- 太田市観光案内所
- 太田市駅なか文化館
- 太田警察署駅前交番
- セブン-イレブン 東武太田駅店

### 北口（金山口）
大光院の門前町で、宿場町として栄えた。

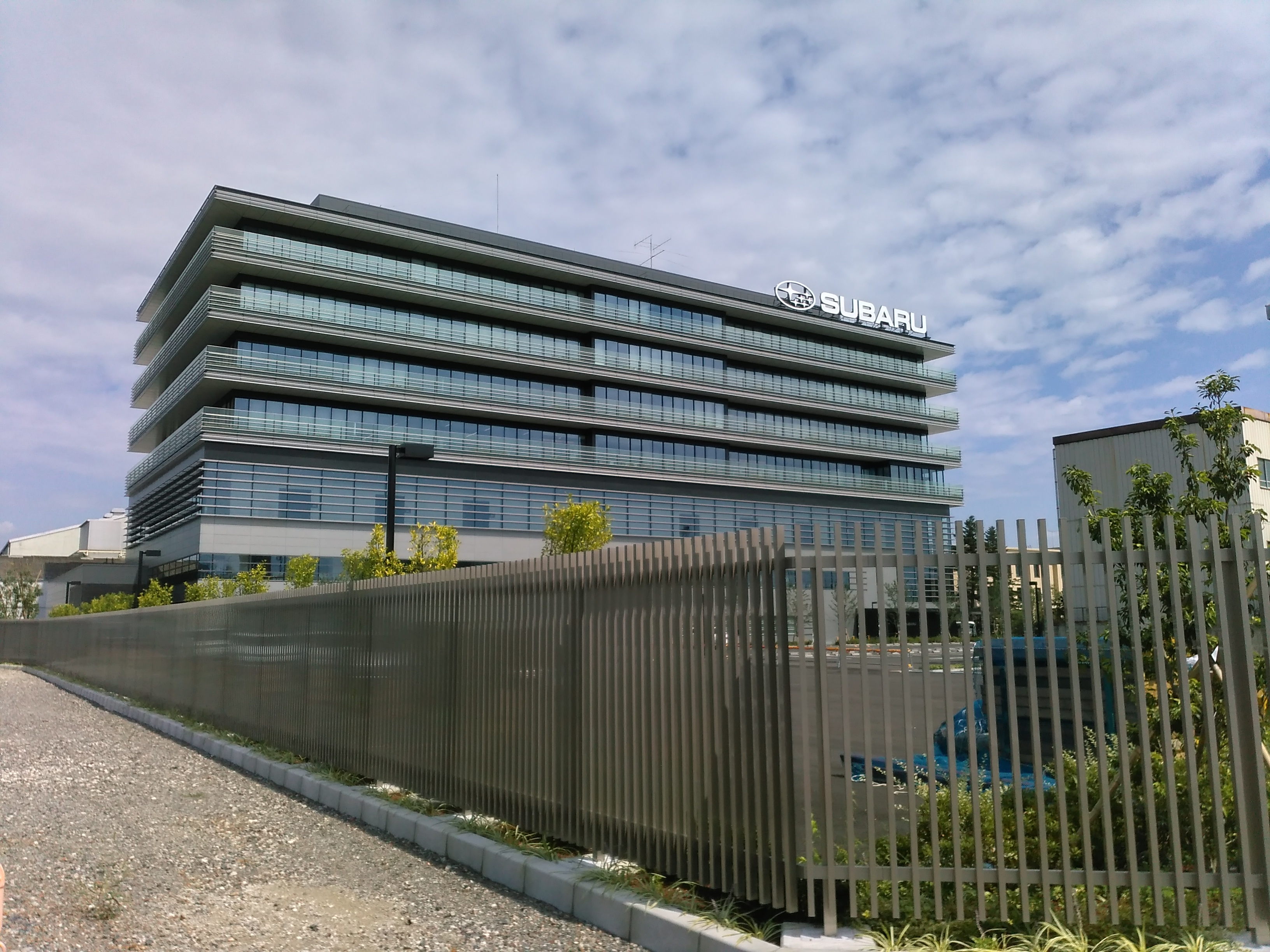
SUBARU群馬製作所本工場

本町通り商店街は、太田市の中心商店街として栄え、南一番街ベルタウンができ停滞した時期もあったが道幅を拡張し復活した。1996年（平成8年）8月に最後に残った大型店の十字屋も閉店した。また、受楽寺移転跡地を中心とした商店街は太田銀座とも称する。単に北口といった場合はここを指すこともある。
行政機関も集まる地区であったが、1956年（昭和31年）4月19日に落成した太田市役所が移転したのを皮切りに、駅の南側に相次いで移転して行政の中心地でなくなった。
2009年（平成21年）に北口駅前広場が朝日自動車太田営業所（前身は東武バス太田出張所）跡地に移転整備された。移転整備に伴い更地となった旧北口駅前広場は太田市によって2017年（平成29年）に太田市美術館・図書館が開館した。
- 太田市美術館・図書館
- 金山
  - 新田神社
  - 金山城跡
- 大光院
- 高山神社
- 太田天神山古墳
- 八幡山古墳
- SUBARU群馬製作所本工場
- 群馬大学工学部太田キャンパス
- 社会教育総合センター
- 太田行政センター
- 太田銀座
- 伊勢屋
- 国道407号
- 平和通り（群馬県道341号太田熊谷線）
- 北町通り
- 北裏通り
- 本町通り（群馬県道2号前橋館林線）
- 南裏通り
- 大門通り（群馬県道321号金山城址線）
- SUBARU健康保険組合太田記念病院
- 中央医療歯科専門学校
- 東和銀行 太田支店
- 足利銀行 太田支店
- 群馬銀行 太田中央支店
- タカラデンキ本町ビル - 元太陽銀行太田支店跡
- とりせん 太田八幡町店

### 南口（九合口）
当駅の南側は水田地帯であったが、「九合地区土地区画整理事業」として整備が進められ、1966年（昭和41年）12月に南口を開設した。
1956年（昭和31年）4月19日に落成した太田市役所が移転したのを皮切りに、行政機関が相次いで移転してきた。
店舗の廃業などの影響もあり、1991年（平成3年）から南口の利用者も減少に転じ、風俗店が多く出店している。
- 南一番街 - 駅の南で行われた「九合地区土地区画整理事業」により、1968年（昭和43年）から1969年（昭和44年）にかけて開発された繁華街[11]。設計はRIA建築綜合研究所。
- バーバンク通り - 姉妹都市のバーバンク市に因む
- 太田市道太田環状線
- 太田バイパス（群馬県道323号鳥山竜舞線）
- ラフィエット通り - 姉妹都市のラファイエット市・ウェストラファイエット市に因む
- 太田市役所 - 北口側の旧市街地の一角から、戦前既に取得していたが時局柄長く延期していた新庁舎移転新築用地へ移転。1956年（昭和31年）4月19日に落成記念式典を行った[11]。
- 太田郵便局
- 太田市民会館
- 太田市学習文化センター - 東毛学習文化センターとして1991年（平成3年）6月に開館[11]。
  - 太田市立中央図書館
- 三井住友銀行 太田支店
- 栃木銀行 太田支店
- オリンピック 太田店
- とりせん 太田新井店
- ホテルルートインGrand太田駅前

## 路線バス

### 北口
北口ロータリーの駅出口から見て左側（西側）より発車。
- シティライナーおおた（矢島タクシー）
  - 新田線（新田-1・新田-2）：新田暁高校行き
  - 尾島線（尾島-1）：尾島歴史公園行き

### 南口
- 1番のりば（矢島タクシー）
  - イオンモール太田線：イオンモール太田行き
  - 広域公共バスあおぞら 大泉・千代田線：千代田町役場行き、太田記念病院行き
- 2番のりば（朝日自動車太田営業所）
  - KM61：熊谷駅行き（北口）
- 3番のりば（高速バス）
  - 桐生～羽田空港線：羽田空港行き（日本中央バス、東京空港交通）
  - 仙台ライナー（夜行）：仙台駅東口行き（日本中央バス）
  - シルクライナー：大阪OCAT行き
  - メープル号：成田空港行き（関東自動車、千葉交通）

## 隣の駅
東武鉄道
 伊勢崎線
- ■特急「りょうもう」・■特急「リバティりょうもう」停車駅（一部は当駅発着、伊勢崎方面は1日1往復のみ）

■普通
韮川駅 (TI 17) - 太田駅 (TI 18) - 細谷駅 (TI 19)
 小泉線・ 桐生線
- ■特急「りょうもう」・■特急「リバティりょうもう」停車駅

■普通（直通運転）
竜舞駅 (TI 47)（小泉線） - 太田駅 (TI 18) - 三枚橋駅 (TI 51)（桐生線）